# Спиношипоподібні
Спиношипоподібні (Notacanthiformes)  — ряд морських глибоководних риб. Живуть по всіх океанах на глибині від 125 до 4900 м, більшість тримається на глибині від 450 до 2500 м. Тіло вугроподібне, витягнуте. Довжина тіла становить від 10 до 120 см. Скелет хвостового плавника зредукований або відсутній. Є відносно великий плавальний міхур. Деякі види мають фотофори (органи світіння).
Личинки— лептоцефали мають довжину до 2 м.

## Класифікація
2 родини, 6 родів і 27 видів.
- Родина Halosauridae
- Рід Aldrovandia

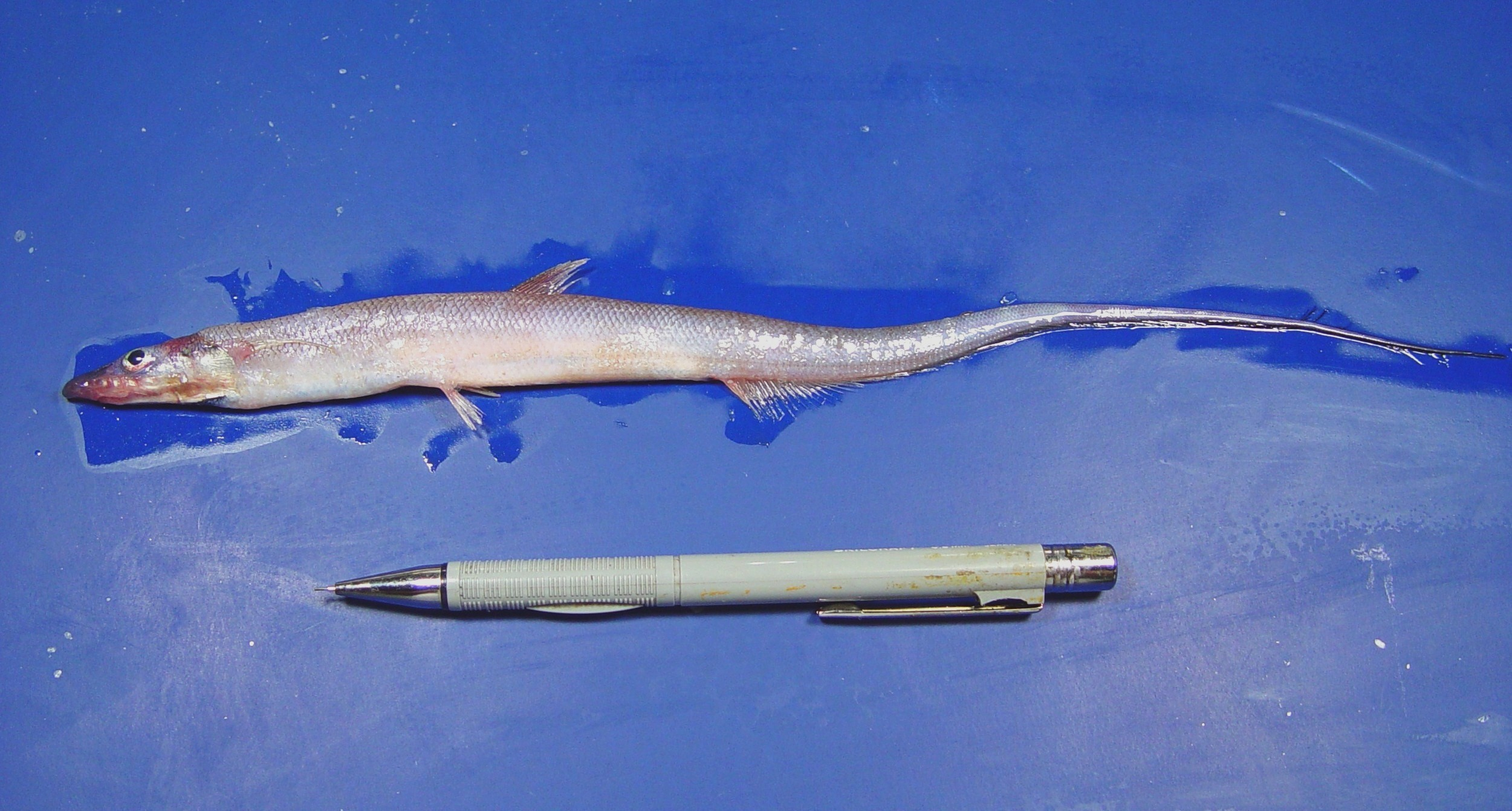
Aldrovandia gracilis

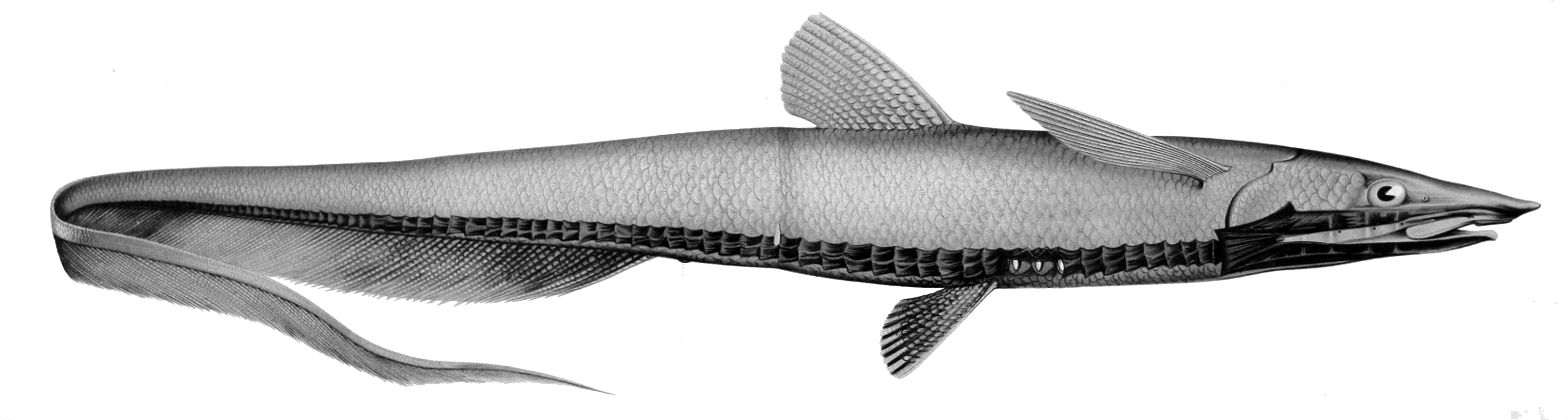
Halosauropsis macrochir

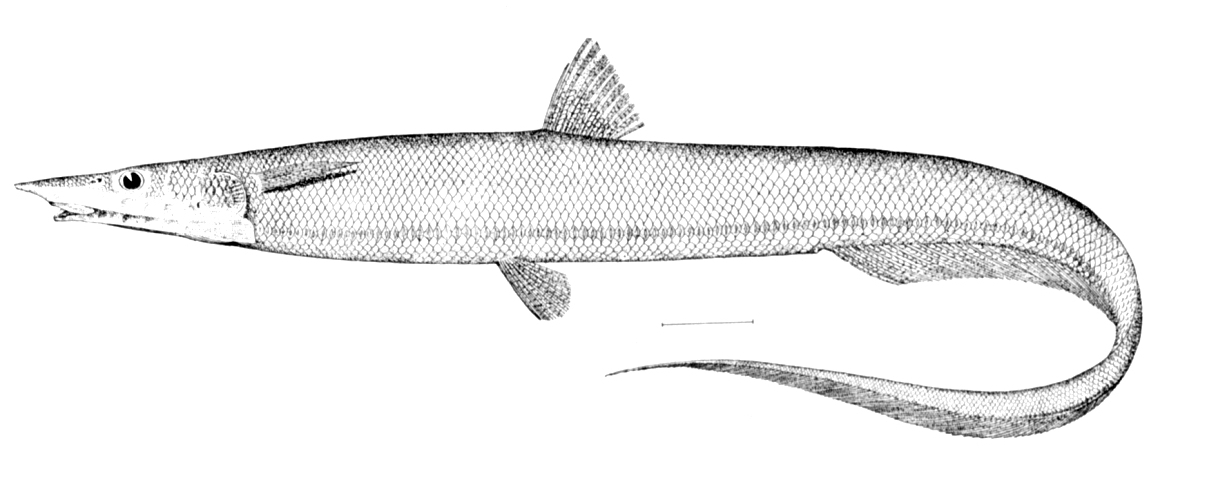
Halosaurus ovenii

  - Aldrovandia affinis (Günther, 1877).
  - Aldrovandia gracilis Goode & Bean, 1896.
  - Aldrovandia mediorostris (Günther], 1887).
  - Aldrovandia oleosa Sulak, 1977.
  - Aldrovandia phalacra (Vaillant, 1888).
  - Aldrovandia rostrata (Günther, 1878).
- Рід Halosauropsis
  - Halosauropsis macrochir (Günther, 1878).
- Рід Halosaurus
  - Halosaurus attenuatus Garman, 1899.
  - Halosaurus carinicauda (Alcock, 1889).
  - Halosaurus guentheri Goode & Bean, 1896.
  - Halosaurus johnsonianus Vaillant, 1888.
  - Halosaurus ovenii Johnson, 1864.
  - Halosaurus pectoralis McCulloch, 1926.
  - Halosaurus radiatus Garman, 1899.
  - Halosaurus ridgwayi (Fowler, 1934).
  - Halosaurus sinensis Abe, 1974.

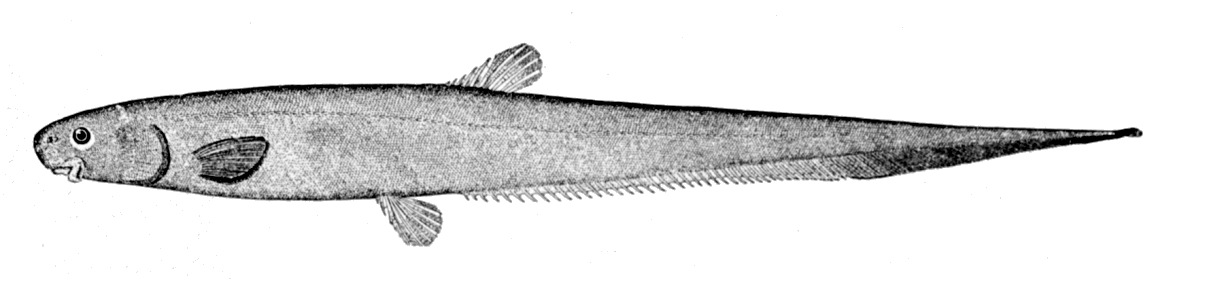
Lipogenys gillii

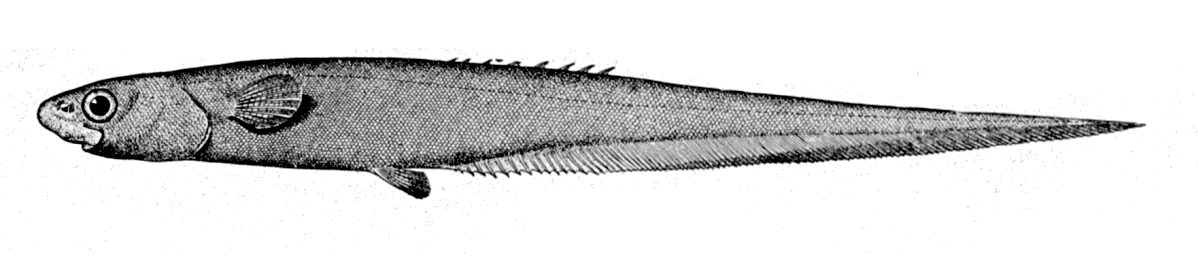
Notacanthus sexspinis

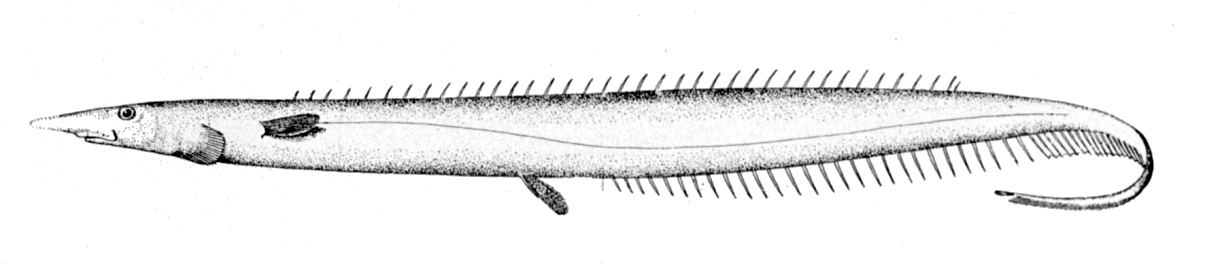
Polyacanthonotus rissoanus

- Родина Спиношипові (Notacanthidae)
- Рід Lipogenys
  - Lipogenys gillii Goode & Bean, 1895
- Рід Notacanthus
  - Notacanthus abbotti Fowler, 1934
  - Notacanthus bonaparte Risso, 1840
  - Notacanthus chemnitzii Bloch, 1788
  - Notacanthus indicus Lloyd, 1909
  - Notacanthus sexspinis Richardson, 1846
  - Notacanthus spinosus Garman, 1899
- Рід Polyacanthonotus
  - Polyacanthonotus africanus (Gilchrist & von Bonde, 1924)
  - Polyacanthonotus challengeri (Vaillant, 1888)
  - Polyacanthonotus merretti Sulak, Crabtree & Hureau, 1984
  - Polyacanthonotus rissoanus (De Filippi & Verany, 1857)